# 利物浦望遠鏡
利物浦望遠鏡（Liverpool Telescope）是一個兩公尺口徑的機器里奇-克萊蒂安望遠鏡，可以自主觀測。天文學家、學校團體和其他可信賴的註冊用戶可以隨時使用線上使用者介面提交規範，供機器控制系統 (RCS) 考慮。每天晚上，機器控制系統都會根據目標能見度和天氣狀況，在這些選擇以及任何已通知或瞥見的瞬變事件中決定觀察目標。
利物浦望遠鏡於2003年首次亮相，是利物浦約翰摩爾斯大學的財產。

## 外部連結
- Liverpool Telescope website
- National Schools' Observatory – allocates observing time to schools
- RoboNet – controls telescopes over the internet
- Heterogeneous Telescope Networks Consortium
- . Deep Space Videos. Brady Haran.